# Heinrich Gustav Reichenbach
Pour les articles homonymes, voir Reichenbach.
Heinrich Gustav Reichenbach est un botaniste allemand né le 3 janvier 1824 à Dresde et mort le 6 mai 1889 à Hambourg.
Son père est le botaniste bien connu Heinrich Gottlieb Ludwig Reichenbach (1793-1879).

## Biographie

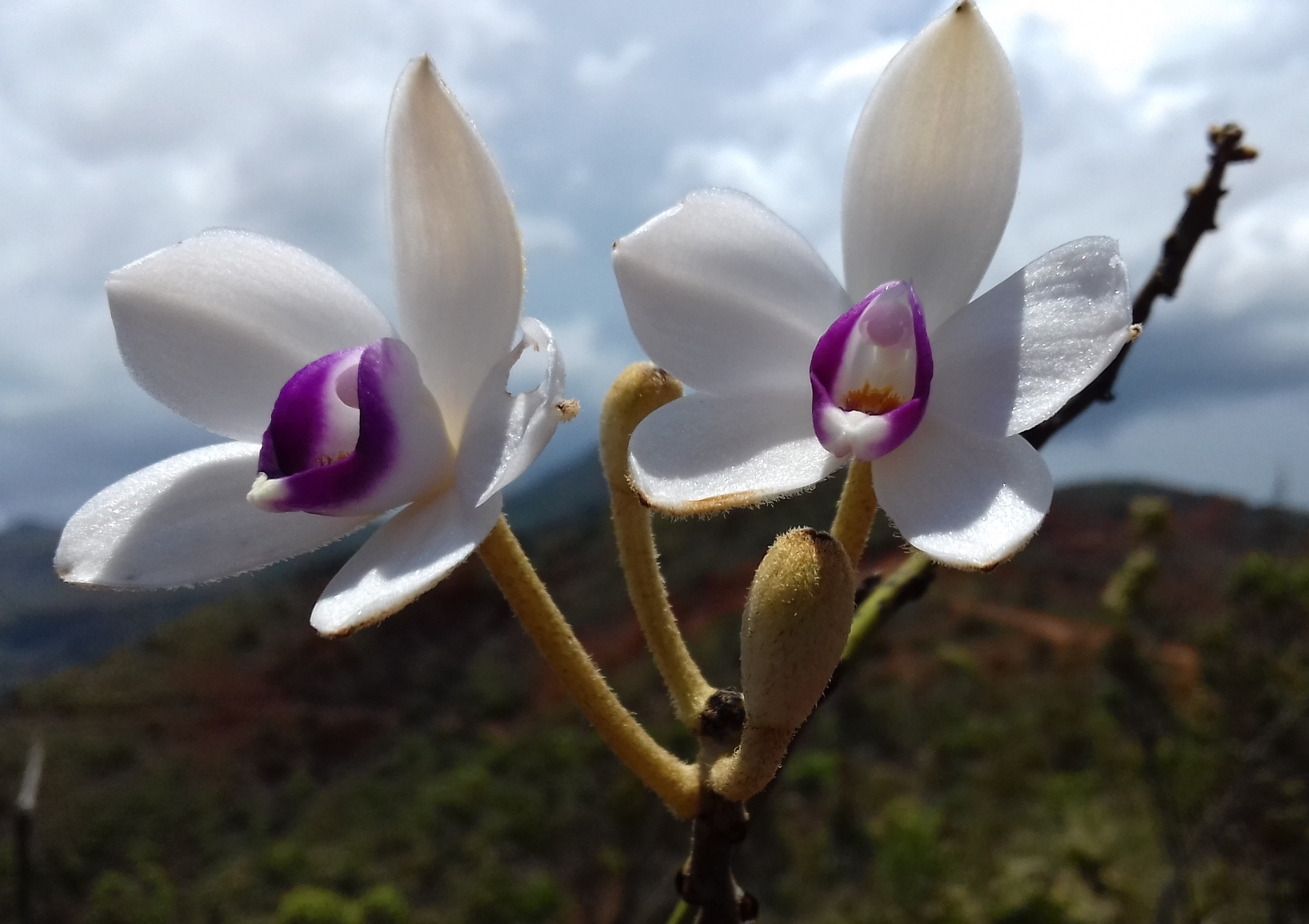
On doit à Heinrich Gustav Reichenbach la description dEriaxis rigida, espèce endémique de Nouvelle-Calédonie.

Il devient docteur en botanique avec une thèse portant sur le pollen des orchidées dont il avait commencé l’étude à dix-huit ans. Il collabore avec son père à la réalisation de ses Icones Florae Germanicae et Helveticae.
Après l’obtention de son diplôme, il devient, en 1855, professeur extraordinaire de botanique à Leipzig. De 1863 à 1889, il devient le directeur du jardin botanique de l’université de Hambourg. À cette époque de très nombreuses espèces d’orchidées sont expédiées en Europe par les voyageurs et naturalistes qui parcourent alors le monde. Après le décès de son ami et père de l’orchidologie, John Lindley (1799-1865), Reichenbach devient l’autorité mondiale en la matière. Il reçoit alors des spécimens de partout et son herbier devient l’un des plus riches au monde, égalisant avec celui de Lindley conservé dans les collections des Jardins botaniques royaux de Kew.
Il lègue son herbier et sa bibliothèque au Muséum de Vienne à la condition express qu’ils ne soient ouverts à la consultation que vingt-cinq après sa mort, condition sans doute pour empêcher son rival, Robert Allen Rolfe (1855-1921) de Kew, d’y accéder. Son travail est poursuivi par Friedrich Wilhelm Ludwig Kraenzlin (1847-1934).
En 1886, Henry Frederick Conrad Sander (1847-1920) engage Henry George Moon (en) (1857-1905) pour la réalisation de 192 aquarelles illustrant des descriptions de Reichenbach. Le livre issu de ce travail, connu sous le diminutif de Reichenbachia est le plus grand livre sur les orchidées jamais réalisé.

## Quelques œuvres
- De pollinis Orchidearum genesi ac structura et de Orchideis in artem ac systema redigendis. Commentatio quam ex auctoritate amplissimi philosophorum ordinis die mensis julii decimo hora decima MDCCCLII illustris ictorum ordinis concessu in auditorio juridico pro venia docendi impetranda publice defendet (F. Hofmeister, Leipzig, 1852) — Sur l’origine et la structure du pollen d’orchidée.
- Beiträge zu einer Orchideenkunde Central-Amerika's (T.G. Meissner, Hambourg, 1866).
- Avec F.W.L. Kraenzlin, Xenia Orchidacea. Beiträge zur Kenntniss der Orchideen (trois volumes, F.A. Brockhaus, Leipzig, 1858-1900) — L’un des livres les plus rares jamais produits sur les orchidées.